# 21e gala Québec Cinéma
Le 21e gala Québec Cinéma, récompensant les films québécois sortis en 2018, se déroule le 2 juin 2019 à la Maison de Radio-Canada. La cérémonie est diffusée sur les ondes de ICI Radio-Canada Télé.

## Description
Le film 1991 de Ricardo Trogi remporte cinq prix dont le prix du meilleur film, le prix du public, le prix du meilleur réalisateur et le prix de la meilleure interprétation féminine dans un rôle de soutien pour Sandrine Bisson.

## Palmarès
Les lauréats sont indiqués ci-dessous en gras.

### Meilleur film
- 1991
  - À tous ceux qui ne me lisent pas
  - La Bolduc
  - Genèse
  - La Grande Noirceur
  - Répertoire des villes disparues
  - Une colonie

### Meilleure réalisation
- Ricardo Trogi pour 1991
  - Denis Côté pour Répertoire des villes disparues
  - Geneviève Dulude-De Celles pour Une colonie
  - Maxime Giroux pour La Grande Noirceur
  - Yan Giroux pour À tous ceux qui ne me lisent pas

### Meilleur scénario
- Guillaume Corbeil et Yan Giroux pour À tous ceux qui ne me lisent pas
  - Ricardo Trogi pour 1991
  - Éric K. Boulianne pour Avant qu'on explose
  - André Gulluni et Claude Lalonde pour Origami
  - Geneviève Dulude-De Celles pour Une colonie

### Meilleure interprétation féminine dans un premier rôle
- Debbie Lynch-White pour La Bolduc
  - Josée Deschênes pour Répertoire des villes disparues
  - Brigitte Poupart pour Les salopes ou le sucre naturel de la peau
  - Karelle Tremblay pour La Disparition des lucioles
  - Carla Turcotte pour Sashinka

### Meilleure interprétation masculine dans un premier rôle
- Martin Dubreuil pour À tous ceux qui ne me lisent pas
  - Jean-Carl Boucher pour 1991
  - Pierre-Luc Brillant pour La Disparition des lucioles
  - Patrick Hivon pour Nous sommes Gold
  - Théodore Pellerin pour Genèse

### Meilleure interprétation féminine dans un rôle de soutien
- Sandrine Bisson pour 1991
  - Céline Bonnier pour À tous ceux qui ne me lisent pas
  - Larissa Corriveau pour Répertoire des villes disparues
  - Mélissa Désormeaux-Poulin pour Dérive
  - Natalia Dontcheva pour Sashinka

### Meilleure interprétation masculine dans un rôle de soutien
- Robin Aubert dans Une colonie
  - Pier-Luc Funk dans Genèse
  - Vincent Leclerc dans La Chute de l'empire américain
  - Alexandre Nachi dans 1991
  - Henri Picard dans À tous ceux qui ne me lisent pas

### Révélation de l'année
- Émilie Bierre pour Une colonie
  - Irlande Côté pour Une colonie
  - Lévi Doré pour La chute de Sparte
  - Maripier Morin pour La Chute de l'empire américain
  - Jacob Whiteduck-Lavoie pour Une colonie

### Meilleure distribution des rôles
- Ariane Castellanos pour Une colonie
  - Chloé Cinq-Mars pour Dérive
  - Nathalie Boutrie pour La chute de Sparte
  - Denis Côté pour Répertoire des villes disparues
  - Nolwenn Daste, Fanny Rainville et Kristina Wagenbauer pour Sashinka

### Meilleure direction artistique
- Raymond Dupuis pour La Bolduc
  - Christian Legaré pour 1991
  - Marie-Claude Gosselin pour À tous ceux qui ne me lisent pas
  - Sylvain Dion et Patricia McNeil pour La Grande Noirceur
  - Marie-Pier Fortin pour Répertoire des villes disparues

### Meilleure direction de la photographie
- Sara Mishara pour La Grande Noirceur
  - Steve Asselin pour 1991
  - Ian Lagarde (en) pour À tous ceux qui ne me lisent pas
  - Ronald Plante pour La Bolduc
  - François Messier-Rheault (en) pour Répertoire des villes disparues

### Meilleur son
- Claude Beaugrand, Michel B. Bordeleau, Luc Boudrias et Gilles Corbeil pour La Bolduc
  - Sylvain Brassard et Michel Lecoufle pour 1991
  - Mimi Allard, Sylvain Bellemare, Bernard Gariépy Strobl et Claude La Haye pour Allure
  - Stéphane Bergeron, Olivier Calvert et Gilles Corbeil pour La Disparition des lucioles
  - Luc Boudrias, Frédéric Cloutier et Stephen De Oliveira pour La Grande Noirceur

### Meilleur montage
- Yvann Thibaudeau pour 1991
  - Elric Robichon pour À tous ceux qui ne me lisent pas
  - Mathieu Bouchard-Malo pour Genèse
  - Michel Arcand pour La Bolduc
  - Mathieu Bouchard-Malo pour La Grande Noirceur

### Meilleure musique originale
- Philippe Brault pour La Disparition des lucioles

### Meilleurs costumes
- Mariane Carter pour La Bolduc

### Meilleur maquillage
- Nicole Lapierre pour La Bolduc

### Meilleure coiffure
- Martin Lapointe pour La Bolduc

### Film s'étant le plus illustré hors du Québec
- La Chute de l'empire américain

### Prix public
- 1991